# Ville Vieille - Léopold
Ville Vieille - Léopold est un quartier administratif englobant la partie la plus ancienne de la ville de Nancy. 

## Situation
La vieille ville est délimitée par la porte de la Craffe au nord, et est traversée par la Grande-Rue du nord au sud. Le quartier est adjacent à l'est du nouveau centre-ville. L’extrémité nord de la place Stanislas en fait la limite méridionale du quartier avec celui de la Ville-neuve.

## Composition
Ce quartier est constitué de la vieille-ville de Nancy ainsi que du quartier situé à proximité directe du cours Léopold. Il comporte également le parc de la Pépinière, et la place de la Carrière.
L'intégralité du quartier fait partie du secteur sauvegardé de Nancy et comporte l'une des trois places inscrites au patrimoine mondial de l'UNESCO : la Place de la Carrière.
Plusieurs rues très anciennes de la vieille-ville débouchent sur le cours Léopold, comme la rue du Haut-Bourgeois ou la rue de la Monnaie. En 1778, le cours Léopold, vaste place prolongée par la place Carnot, a été créé à l'emplacement des fossés des remparts de la vieille ville.

## Lieux et événements
- Place Carnot
- Cours Léopold
- Faculté de Droit de Nancy (Université de Nancy 2 puis Université de Lorraine)
- Basilique Saint-Epvre de Nancy
- Place Saint-Epvre
- Place de la Carrière
- Palais du Gouvernement
- Parc de la Pépinière
- Conservatoire régional de musique

Ce quartier accueille également en été la foire attractive (plus prestigieuse des foires du Grand Est), le chapiteau des auteurs du salon littéraire de la rentrée Le Livre sur la place, ainsi que le festival musical Nancy Jazz Pulsations en octobre.